# Huai'an
Huai'an (cinese: 淮安; pinyin: Huái'ān), noto come Huaiyin (cinese: 淮阴; pinyin: Huáiyīn) è una città-prefettura ubicata nella provincia dello Jiangsu, Cina. Confina con Suqian a nord-ovest, Lianyungang a nord, Yancheng ad est, Yangzhou a sud-est, e la provincia di Anhui, a sud-ovest.

## Amministrazione
La prefettura della città di Huai'an amministra 8 divisioni, di cui 4 distretti e 4 contee.

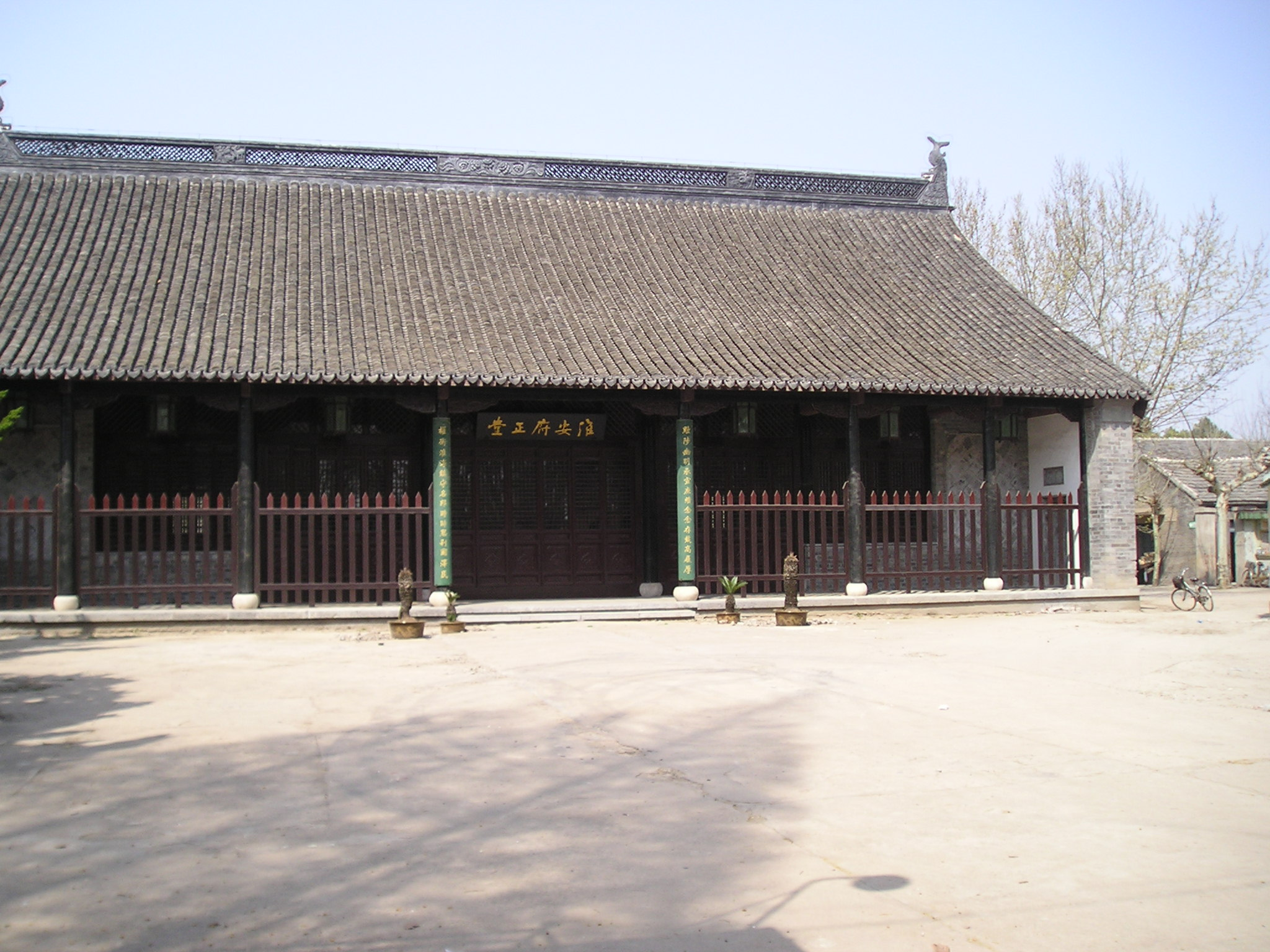
Palazzo della prefettura al tempo imperiale

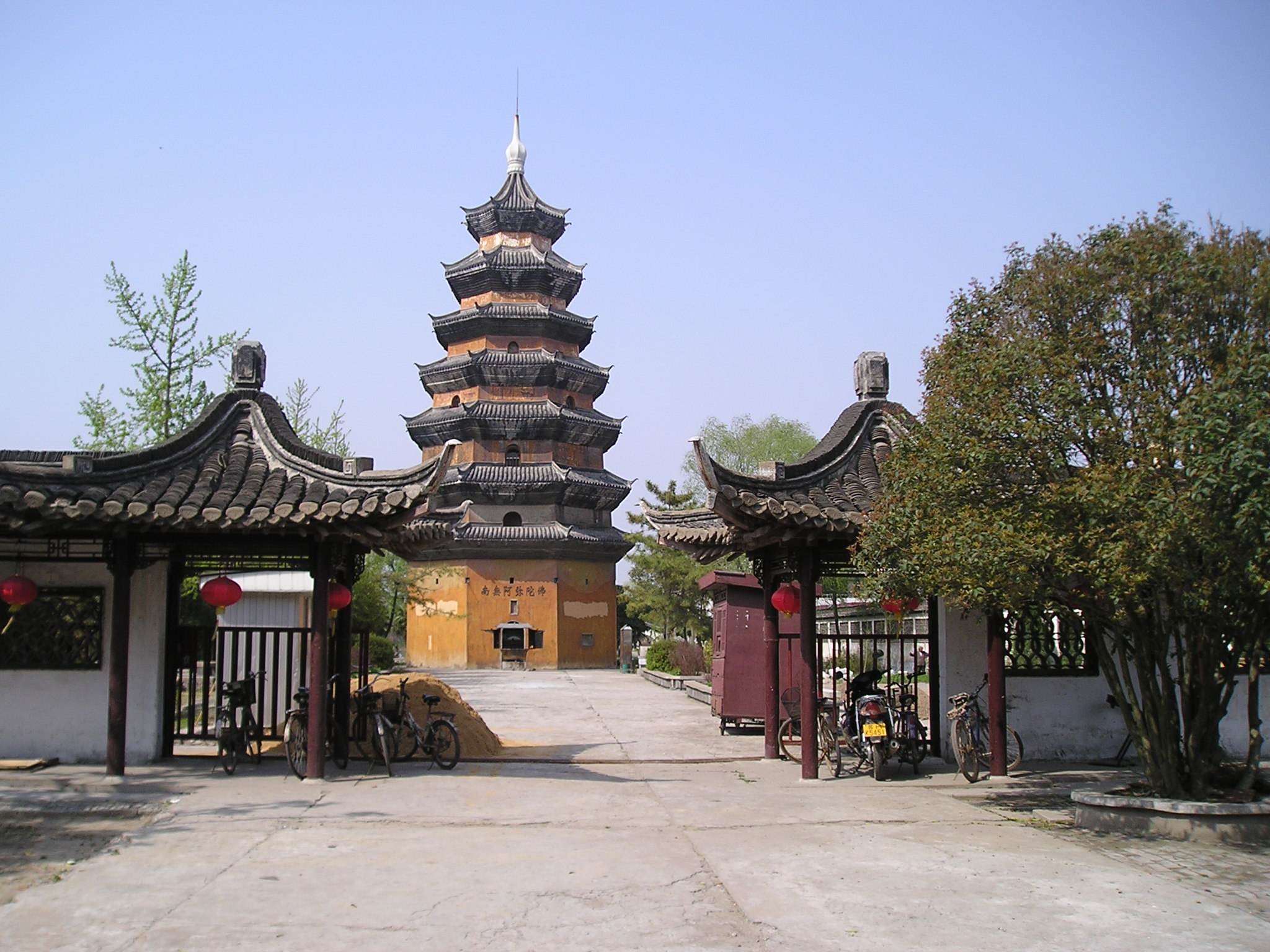
Pagoda di Jiaotong

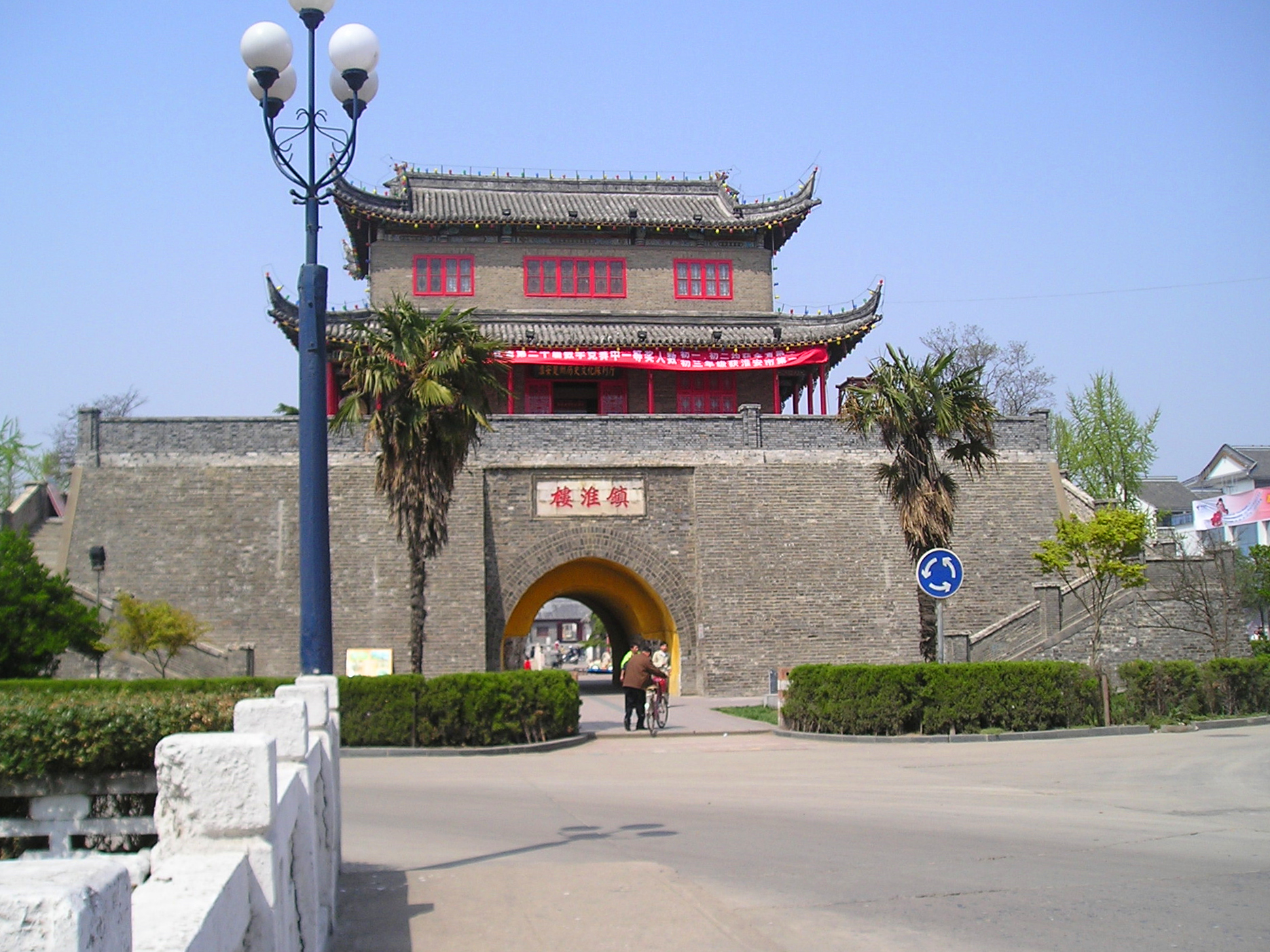
Gate tower in Huai'an

- Chuzhou (Distretto) (楚州区)
- Huaiyin (Distretto) (淮阴区)
- Qinghe (Distretto) (清河区)
- Qingpu (Distretto) (清浦区)
- Jinhu (Contea) (金湖县)
- Xuyi (Contea) (盱眙县)
- Hongze (Contea) (洪泽县)
- Lianshui (Contea) (涟水县)